# 9321 Алексконоплів
9321 Алексконоплів (1989 AK, 1977 VZ1, 1977 XD, 1984 EK, 9321 Alexkonopliv) — астероїд головного поясу, відкритий 5 січня 1989 року.
Тіссеранів параметр щодо Юпітера — 3,162.